# Rhinochernes ashmolei
Espèce
Rhinochernes ashmolei est une espèce de pseudoscorpions de la famille des Chernetidae.

## Distribution
Cette espèce est endémique de la province de Morona-Santiago en Équateur. Elle se rencontre vers la Cueva de los Tayos.

## Description
La femelle holotype mesure 2,0 mm.

## Étymologie
Cette espèce est nommée en l'honneur de Nelson Philip Ashmole.

## Publication originale
- Muchmore, 1982 : A new Rhinochernes from Ecuador (Pseudoscorpionida, Chernetidae). Journal of Arachnology, vol. 10, no 1, p. 87-88 (texte intégral).